# Oberharz am Brocken

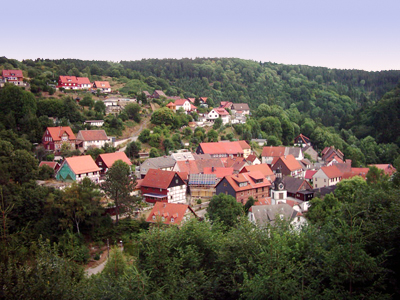
Privire peste Oberharz am Brocken

Oberharz am Brocken este un oraș din Sachsen-Anhalt, Germania. Oraș a fost întemeiat pe 1 ianuarie 2010.